# 慶應義塾大学先端科学技術研究センター
慶應義塾先端科学技術研究センター（けいおうぎじゅくせんたんかがくぎじゅつけんきゅうセンター、英称:Keio Leading-edge Laboratory of Science and Technology）は、慶應義塾大学に設置されている研究機関の一つ。
略称は、KLL。

## 概要
慶應義塾先端科学技術研究センター (以下、KLL) は、2000年4月に大学の研究成果を社会に還元する為に設立された。
KLLは、科学技術分野における学術先導と新実業創生の拠点として、産官学連携を推進していくことを目指している。
また、産官学連携の窓口として、KLLは共同研究・受託研究の様々なサポートを行い、研究成果の社会還元のために産業界との交流の場も提供している。
毎年12月には、慶應義塾大学理工学部・理工学研究科の研究成果を社会に発信する為に「慶應科学技術展」（KEIO TECHNO-MALL）を、東京国際フォーラム（東京・有楽町）で開催している。

## KLLの活動
慶應義塾先端科学技術研究センター（KLL）の活動内容は以下のとおりである。
- 受託・共同研究に向けたコーディネーション(リエゾン機能)

- 連携プロジェクトの推進・支援

- 研究成果の社会還元

- 萌芽的・独創的研究の支援

- 活動報告書の作成

## 所長
- 津田 裕之